# Batrisodes pruinosus
Batrisodes pruinosus (лат.) — вид мирмекофильных жуков-ощупников (Pselaphinae) из семейства стафилиниды.

## Распространение
Россия (Дальний Восток), Монголия, Тибет.

## Описание
Мелкие коротконадкрылые жуки, длина от 2,4 до 2,6 мм. Надкрылья с прилегающим опушением из коротких волосков. Антенномеры усиков IX–X поперечные, много шире своей длины. Задние бёдра слегка зауженные от середины до основания. Основная окраска красновато-коричневая. Усики 11-члениковые, брюшко из 5 видимых тергитов. Вертлуги короткие, ноги прилегают к тазикам. Надкрылья в базальной части с 3 ямками. Мирмекофилы, ассоциированы с муравьями, в земляных гнёздах которых встречаются.